# Art celte

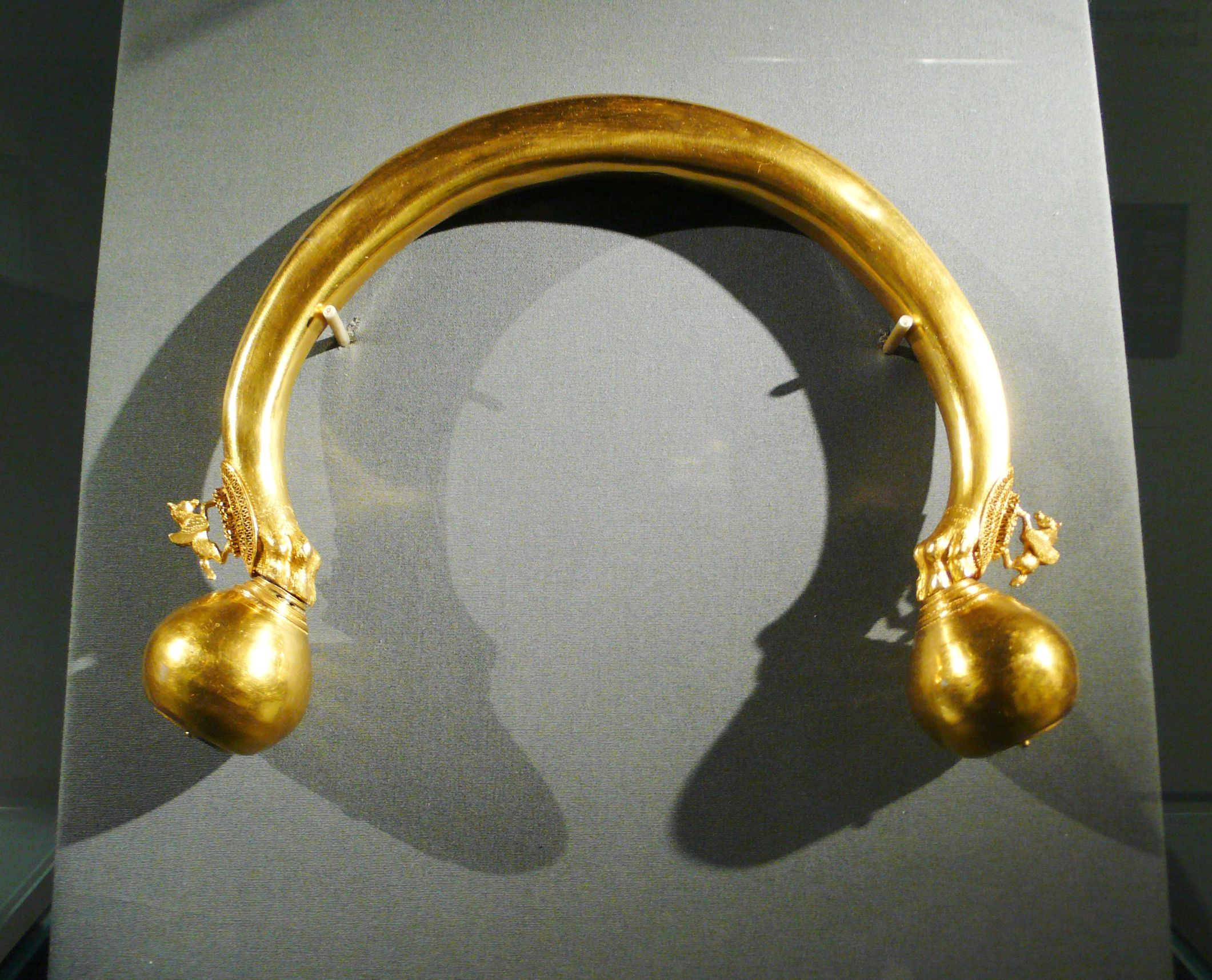
Torque en or de l'époque hallstattienne (Tombe de Vix).

Les Celtes n'ayant laissé que très peu de traces écrites de leur civilisation, celle-ci nous est avant tout connue grâce à leur art, largement redécouvert durant la deuxième moitié du XXe siècle. L'art celte privilégie les petits objets utilitaires comme des armes, des bijoux, des ustensiles domestiques ou religieux.
L'art des Celtes présente une grande diversité selon les époques et les régions considérées. Il n'est pas, non plus, exempt d'influences extérieures : étrusque, grecque, scythique, puis latine, et enfin germanique et chrétienne.
Toutefois, quelques caractéristiques majeures le distinguent définitivement de l'art des autres civilisations qui étaient en contact avec l'aire culturelle celtique : 
- les représentations des divinités semblent avoir existé, mais les témoignages en sont rares, d'époque gallo-romaine ou difficiles à identifier (l'une des sources les plus connues est le chaudron de Gundestrup).
- si l'on excepte le cas de la Hesse et celui du midi de la Gaule (voir infra), il semble également que la statuaire de pierre n'ait pas été le domaine de prédilection des Celtes.
- une caractéristique majeure de l'art celte est la domination de motifs non anthropomorphes ou issus de la nature, tels que les entrelacs, et une tendance à l'abstraction. Issue du schématisme hallstattien, cette tendance atteint son apogée à travers les enluminures des manuscrits celtiques d'Irlande et d'Écosse de la période chrétienne insulaire, tels que le célèbre Livre de Kells (voir aussi le monastère de Iona).

## Histoire

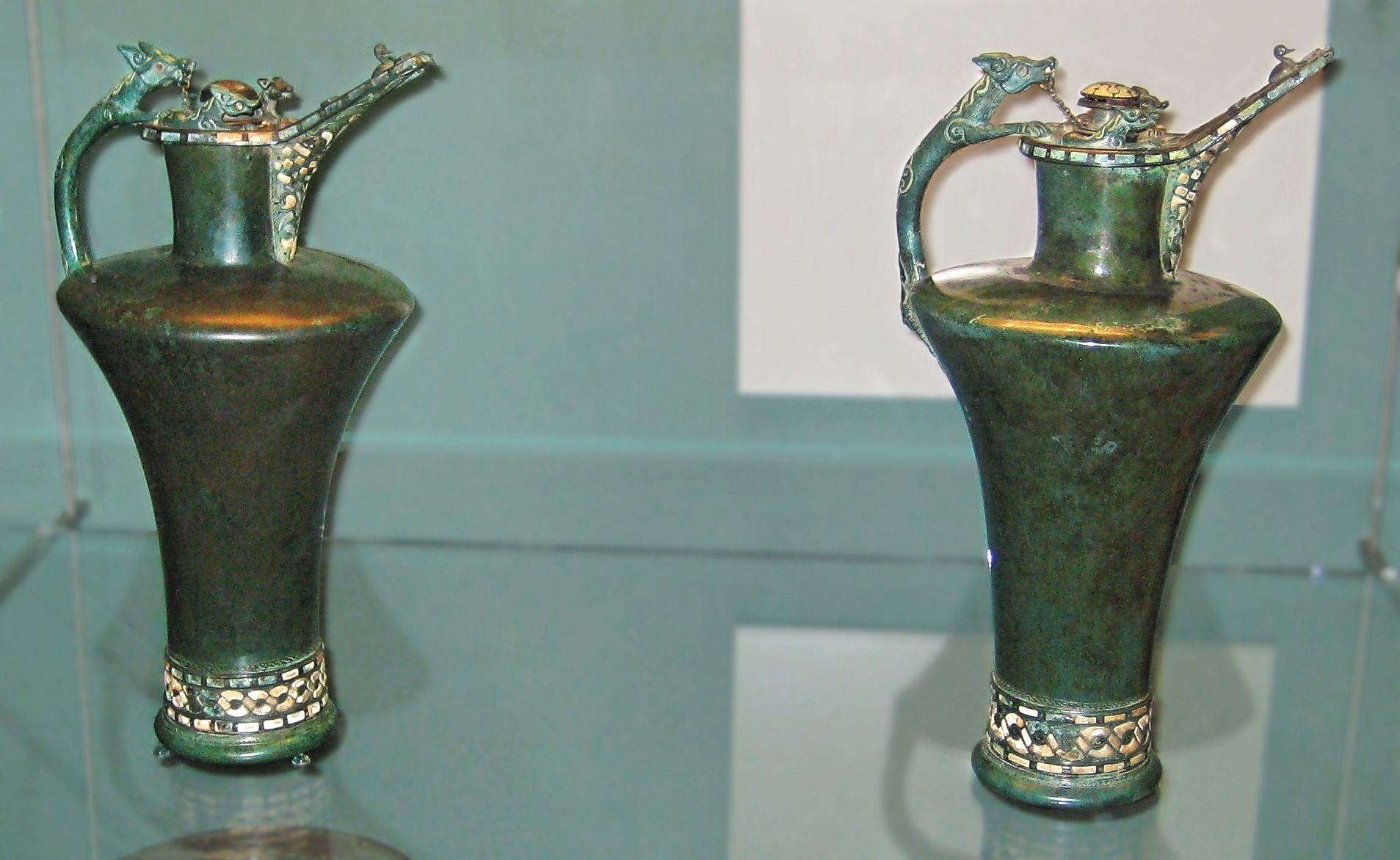
Œnochoés de Basse-Yutz.

Les premières découvertes de pièces majeures d'art celtique remontent aux années 1840, période de grands aménagements, mais jusque dans les années 1870, ces pièces sont considérées comme des importations, des copies d'œuvres étrangères, notamment étrusques ou datées du Moyen Âge comme le fait Eugène Viollet-le-Duc pour le casque d'Amfreville ou pour les œnochoés de Basse-Yutz.
Les travaux des archéologues Paul Reinecke en 1902 et Joseph Déchelette en 1904 montrent l'existence d'un art celte contemporain de la période de La Tène mais il n'est considéré que comme un répertoire de formes décoratives créé par des artisans. Déchelette ou Paul Jacobsthal, père de l'art celtique qu'il formalise en une succession de styles dans Early Celtic Art en 1944, affirment, eux, qu'il ne s'agit que d'un art sous influence gréco-étrusque, le sociologue Henri Hubert voyant encore en 1932 « un art purement ornemental décorant des objets d'usage ».
Cette impasse méthodologique (art sous influence) et théorique (art décoratif et non figuratif, rejeté par l'histoire de l'art) est aujourd'hui dépassée par le domaine de l'anthropologie de l'art.

## Styles

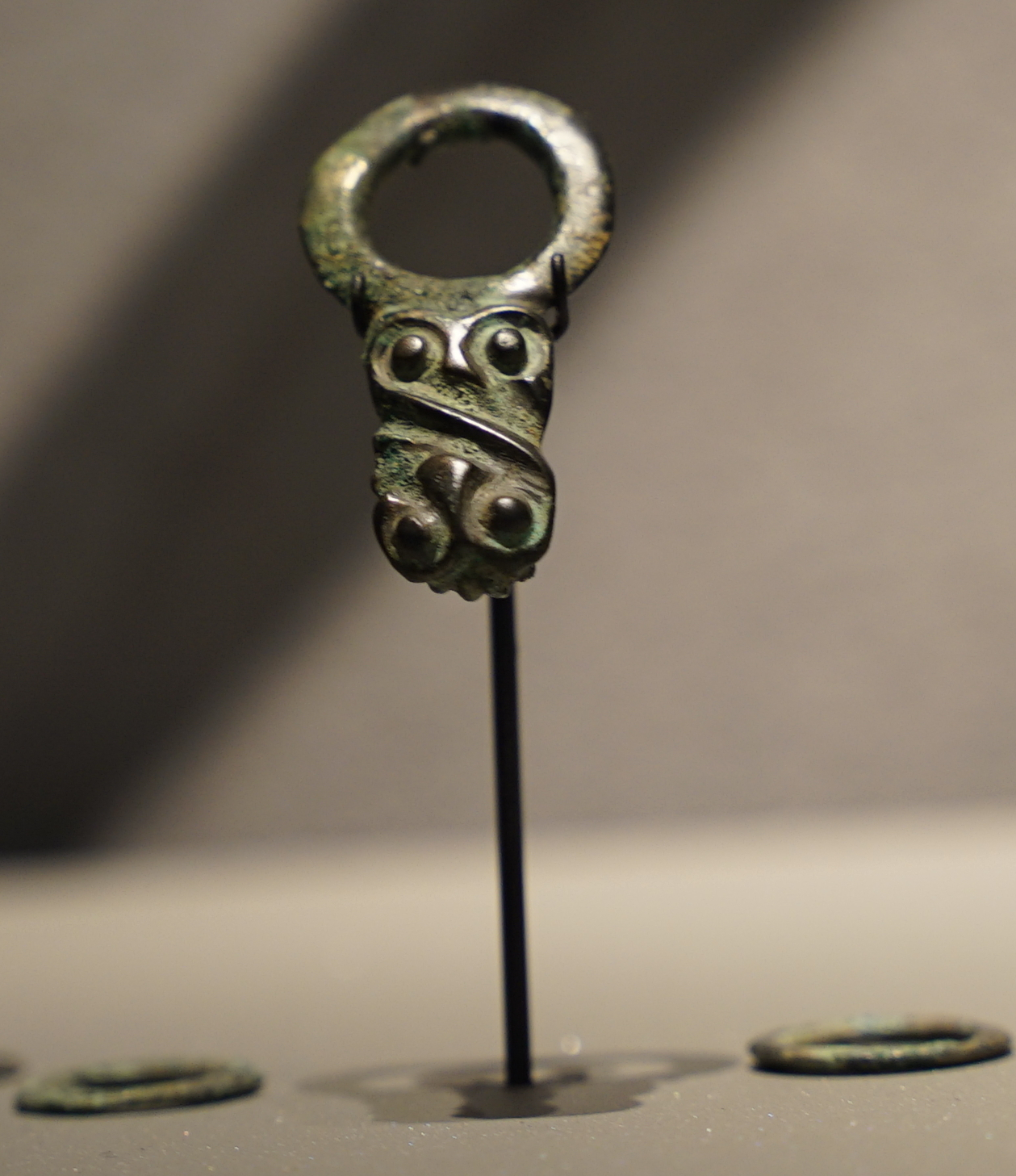
Deux visages affrontés stylisés, Villeseneux.

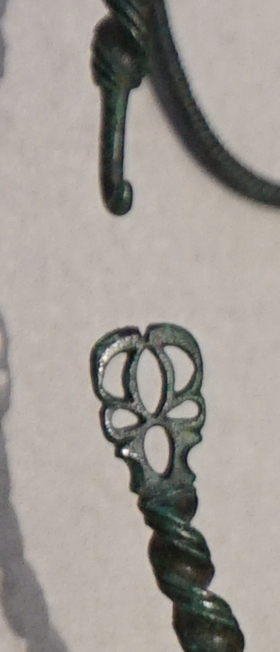
Visage stylisé de l’agrafe d'un torque, Chouilly.

Les principaux « styles » de l'art celtique ont été nommés à la suite des propositions émises par Paul Jacobsthal dans les années 1940. Ils s'appuient sur une distinction entre Hallstatt et La Tène, divisée en quatre styles majeurs.
- le hallstattien correspond à l'art de la période de Hallstatt, c'est-à-dire au premier âge du fer.
- Le premier style (laténien et proprement celtique au sens strict[a]) use de formes ornementales géométriques, symboliques et abstraites ; s'il est influencé par les Étrusques et par les Grecs (il utilise notamment des rinceaux grecs), il semble refuser la figuration et il puise son inspiration dans la nature, surtout dans le monde végétal. L'art est alors surtout ornemental et aristocratique, présent sur des objets de prestige : coupes, fourreaux d'épées, etc. Un style flamboyant « classique » et un style baroque et fantastique ont ensuite été distingués pour La Tène 1a et pour La Tène 1b.
- Le style de Waldalgesheim ou style végétal continu qui dérive, dans une large mesure, du premier s'affranchit davantage de l'influence méditerranéenne au IVe siècle. Alors que les productions du complexe techno-économique nord-alpin se répandent plus largement en Europe parallèlement aux mouvements des Celtes, l'art celte gagne en originalité. Le style végétal est caractérisé par l'emploi de motifs végétaux en deux dimensions, exécutés en relief, avec une allure moins géométrique qu'auparavant. L'émaillerie tend à offrir un substitut à l'emploi de matières premières importées aux époques précédentes, comme le corail. La verrerie, également, se développe.

Au IIIe siècle, le style végétal se scinde en deux : des motifs incisés, avec une allure géométrique encore moins évidente, masquent pourtant une plus grande rigueur dans le décor surtout des fourreaux. Parallèlement, les Celtes adoptent le procédé du moulage à la cire, technique qui aboutit à l'exécution de motifs globulaires en relief (rondebosse) et qui constitue le cœur du style plastique.
- le style plastique (improprement nommé car le style précédent est également « plastique ») use de volumes géométriques, très en relief et asymétriques, évoquant la nature et se combinant pour que surgissent des figures.
- le style des Épées (considéré comme contemporain du précédent) use de motifs végétaux incisés, proches de ceux de Wadalgesheim, pour orner notamment les pièces d'armement.

Le motif des « paires de dragons affrontés » couvre la partie supérieure de nombreux fourreaux de cette époque : les épées, quant à elles, se sont considérablement allongées pour une utilisation exclusive de taille.
Cette évolution ne donne qu'une idée générale et schématique des transformations que subit l'art celte durant La Tène. Des chronologies différentes de celle attachée à ces styles par les travaux de P. Jacobsthal ont été proposées depuis. Aussi, l'idée d'une succession chronologique stricte pour les styles de l'art celte a été abandonnée : le premier style et le style de Wadalgesheim, par exemple, se perpétuent tout au long de La Tène. Il en est de même en ce qui concerne une éventuelle localisation géographique de l'art celtique : seul le style des Épées peut, dans une certaine mesure, être attaché à un territoire précis : l'Europe centrale (Autriche et Hongrie).

## Motifs décoratifs

### Perfectionnement de l'orfèvrerie

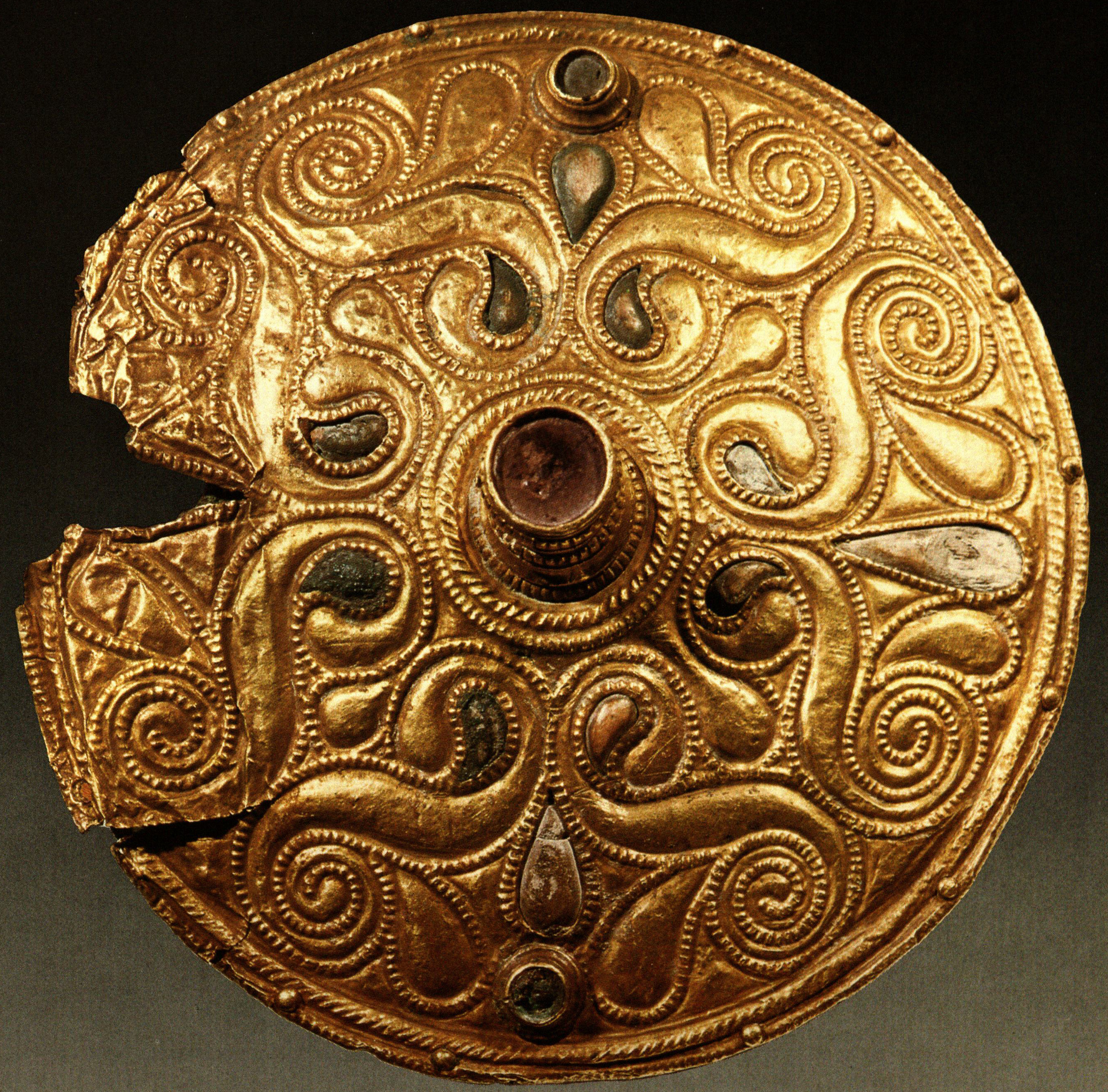
Disque celte découvert à Auvers-sur-Oise, IVe siècle av. J.-C., Cabinet des Médailles, Bibliothèque Nationale de France

L'art celte offre ses œuvres les plus spectaculaires dans le domaine du décor : les Celtes utilisèrent séparément ou ensemble le bronze, la feuille d'or, l'ambre de la Baltique, le corail importé de Méditerranée et l'argent. L'émaillerie laténienne apporta une technique originale : l'application à chaud de verre coloré et opaque de couleur rouge sur des métaux, probablement afin de remplacer le corail provenant de Méditerranée qui était difficile à obtenir.

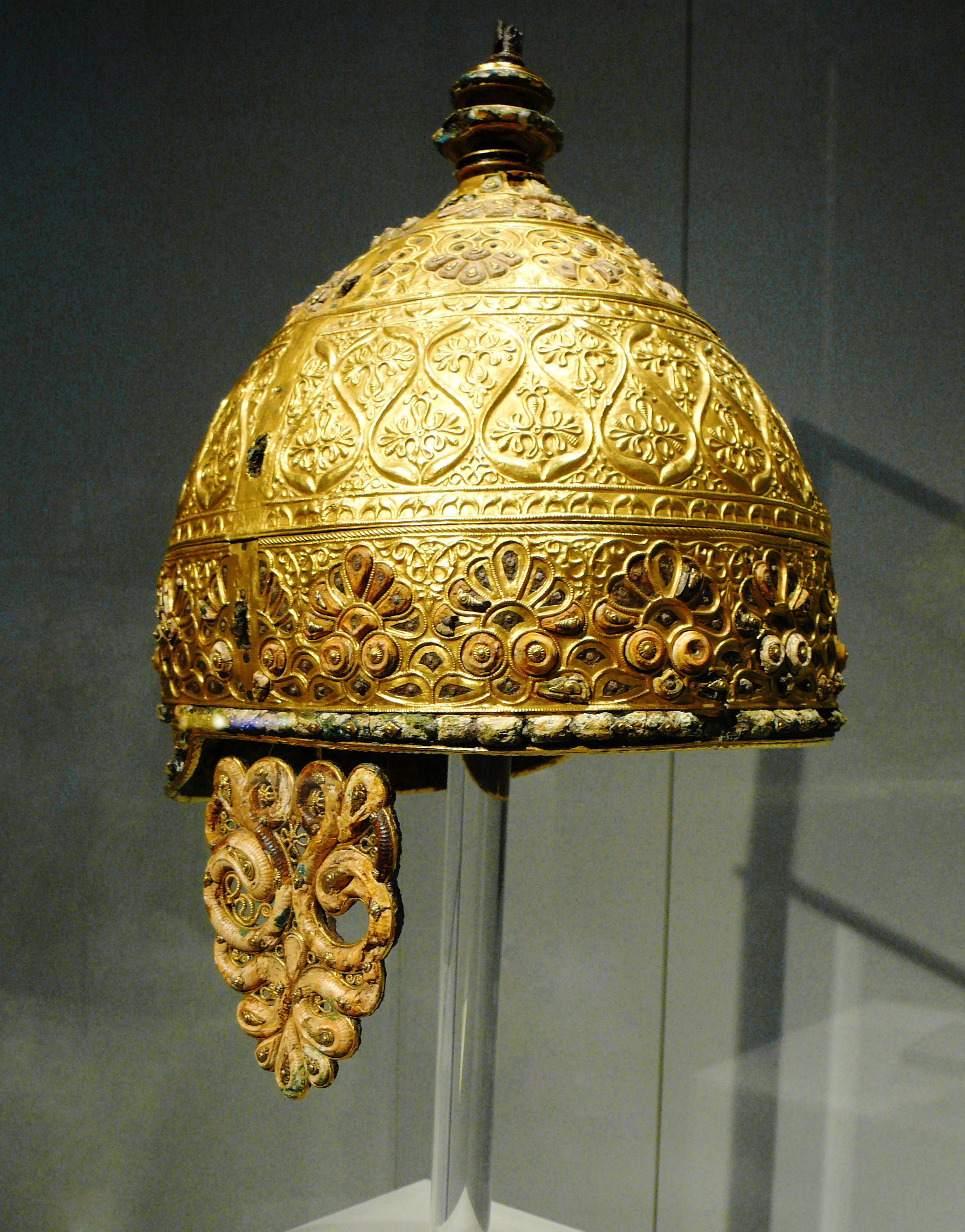
Le casque celte d'apparat d'Agris en fer, bronze, or, argent et corail, IVe siècle av. J.-C., Charente.

Les influences scythiques et méditerranéennes apportèrent les premiers motifs végétaux de l'art celte ; ceux-ci furent ensuite déformés, augmentés de motifs celtiques revêtant probablement un caractère sacré ou spirituel (comme le triscèle) avant d'être fondus en d'admirables et complexes compositions qui renvoient une image différente selon qu'on les observe dans le détail ou dans l'ensemble.
De tous les arts pratiqués par les anciens Celtes, l'orfèvrerie représente probablement leur domaine de prédilection : celle-ci constitue en tous cas le domaine le plus riche de l'art celtique découvert jusqu'à aujourd'hui. Des motifs proprement celtiques, comme le triscèle, et leur combinaison en entrelacs ont été révélés par cet art.
Parmi les plus belles pièces décorées qui ont été conservées figurent nombre de casques d'apparat, datés des IVe – IIIe siècles avant notre ère. Le casque d'Agris, en Charente est l'un d'entre eux.

### Bijoux et petits objets

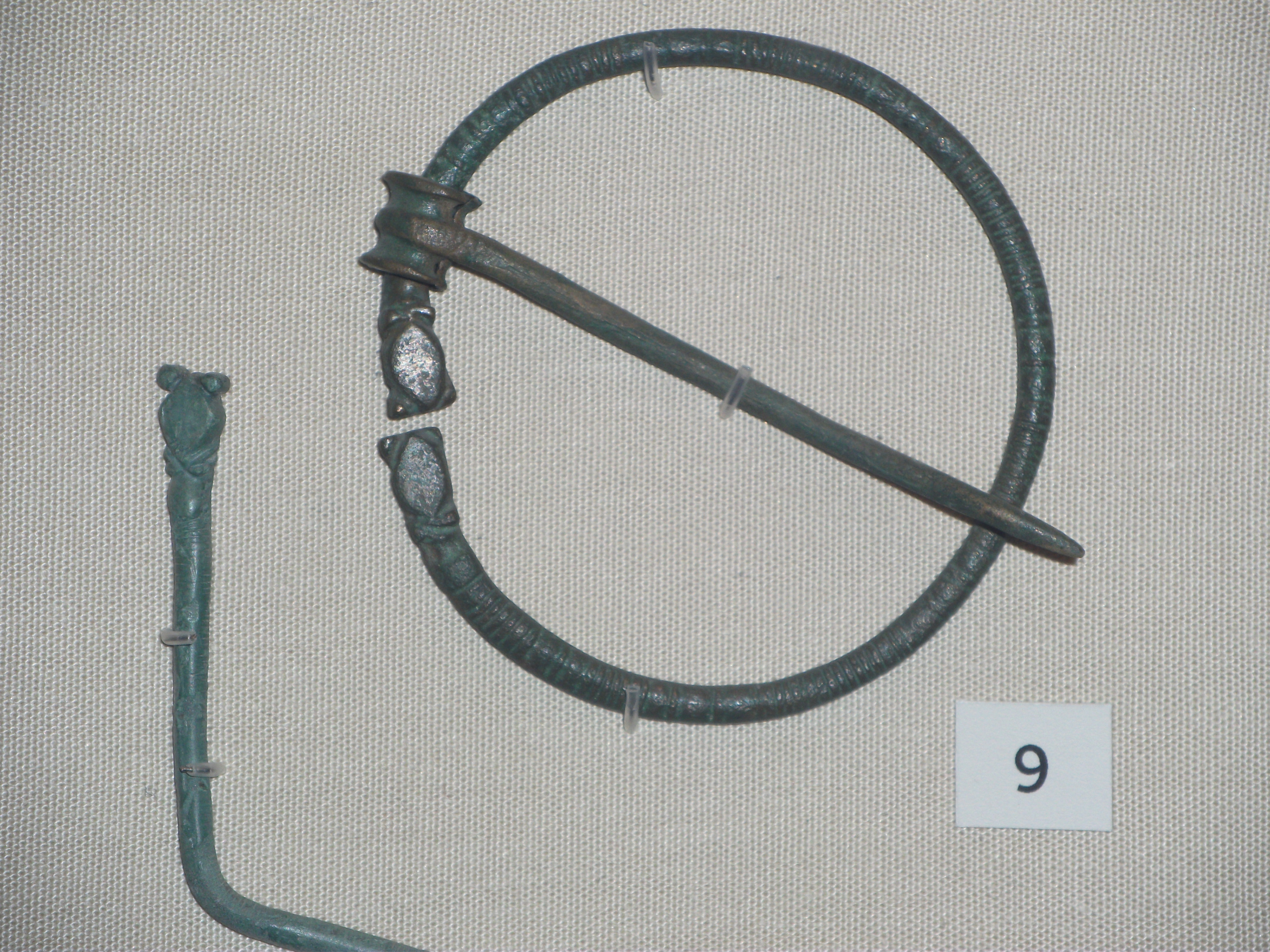
Fibule en bronze de l'époque de l'occupation romaine.

Sous l'occupation romaine, les fibules en bronze, en fer et, plus rarement, en argent, étaient un accessoire d'habillement très ordinaire, dépourvu de connotation sociale, et leur ornementation se limitait à des motifs simples. Le bossage périphérique, indispensable pour empêcher la perte de l'épingle, était exécuté par simple pliage du métal ; mais vers la fin de la province romaine de Bretagne, aux IIIe et IVe siècles, un type particulier de broche à motifs zoomorphes et effigies humaines ou animales, fit son apparition. Certaines étaient émaillées, mais l'épingle n'était guère plus grande que le diamètre de l'anneau. On les trouve surtout dans le sud-ouest de l'Angleterre et au Pays de Galles, où elles semblent avoir connu une réelle vogue, avant de disparaître au Ve siècle, mais de réapparaître en Irlande aux VIe – VIIe siècles. Avec ce nouveau modèle, les extrémités de l'anneau ont gagné en taille : aplaties et ornées d'émail ou de verre coloré, elles comportaient des arabesques ou parfois des motifs zoomorphes. L'épingle est souvent de deux fois le diamètre de l'anneau.
Les anneaux de cheville, portés presque exclusivement par des femmes, constituent dans l’art celtique un insigne de rang attesté depuis l’époque hallstattienne et réservé à une élite restreinte. Deux grands types se développent au Ve siècle av. J.-C. : les formes tubulaires fermées du Plateau suisse et du sud de l’Allemagne, et les modèles massifs ouverts à tampons de l’est de la France. Au début du IIIe siècle av. J.-C., le milieu danubien introduit les anneaux à oves creux, souvent richement décorés et portés par les femmes de haut rang, qui se diffusent vers le sud-est avec l’expansion celtique. Généralement fabriqués en bronze et portés par paires, ils peuvent aussi être portés de manière dissymétrique, parfois en fer.

### Symbolisme
Depuis le Ve siècle av. J.-C., les représentations animales occupent une place importante dans l’art celtique. Le bestiaire, relativement limité, reprend souvent les mêmes espèces sur toute l’aire culturelle, même dans des régions où elles ne sont pas présentes. Hérités en partie de l’art hallstattien, le cheval et les oiseaux aquatiques conservent un lien symbolique avec le cycle solaire.  Au Ve siècle av. J.-C., le bestiaire comprend également le sanglier, les cervidés, les bouquetins liés au thème de l’Arbre de Vie, le bélier, des félins empruntés au répertoire méditerranéen, le lièvre, le corbeau et la grue. Dans l’art laténien tardif, les bovidés deviennent plus fréquents.
À côté des espèces réelles, figurent de nombreuses créatures hybrides ou fantastiques : griffons, dragons-serpents, animaux à tête humaine ou végétalisés, et figures combinant plusieurs éléments, comme le cheval à tête humaine coiffé d’une feuille de gui. Les emprunts directs au répertoire méditerranéen restent rares, le sphinx de Weiskirchen constituant un exemple isolé.
Introduit au Ve siècle av. J.-C., l’Arbre de Vie est un motif central de l’art celtique, hérité des traditions orientalisantes d’Italie du Nord. Il se présente le plus souvent comme une palmette inversée encadrée de griffons, dragons ou autres créatures hybrides, parfois remplacée par une tête masculine inversée associée au gui. Étroitement lié à une divinité masculine, ce symbole se décline sur divers supports, notamment les fourreaux d’épée, les agrafes et les récipients décorés.

## Statuaire
Le cas de la statuaire celtique doit être traité séparément pour la raison évoquée précédemment, à savoir sa rareté, et à cause de la profonde différence entre cet art et le reste de la production celtique.
La statuaire, en effet, est représentée dans les « résidences princières » du Hallstattien : dans le Wurtemberg, au VIe siècle avant notre ère, ou encore à Vix en Côte-d'Or où seuls des fragments ont été trouvés ; Pour le Ve siècle avant notre ère, on connaît la statue du guerrier de Glauberg, en Hesse, caractérisée par ses « oreilles » géantes (peut-être une sorte de coiffe). Enfin, c'est surtout dans le midi de la Gaule (avec le sanctuaire de Roquepertuse et le site d'Entremont) qu'une statuaire importante a été découverte.
Sur ces derniers sites, elle est désormais datée du IIIe siècle, voire du IVe siècle, plutôt que de la période immédiatement avant la conquête romaine de la Narbonnaise (dernier tiers du IIe siècle). Les pièces majeures en sont des linteaux de portiques avec figurations – et cavités d'accueil – de têtes (coupées ?) et un ensemble de « guerriers assis », dont les tuniques portent les traces d'un décor géométrique. Ces derniers ont été présentés comme des représentations de guerriers ou héros divinisés. On dispose également de la représentation d'une créature anthropophage : la bête – ou tarasque – de Noves, aujourd'hui conservée dans l'annexe du musée Calvet, le musée lapidaire, à Avignon. La datation de la tarasque est encore incertaine, mais la majorité des archéologues s'accorde pour lui attribuer une origine antérieure à la conquête romaine. La représentation debout d'un guerrier en armes, proprement celte mais acéphale est difficile à dater mais pourrait être du IIe siècle : le guerrier de Mondragon (Vaucluse).
Les traits proprement celtiques de cette statuaire du midi de la Gaule (notamment le traitement des visages) perdurent après la conquête romaine, par exemple dans la statue du guerrier de Vachères.

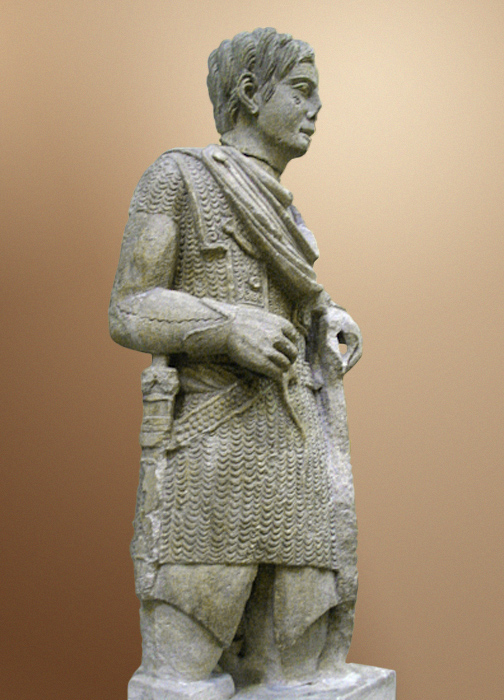
Guerrier de Vachères (profil)
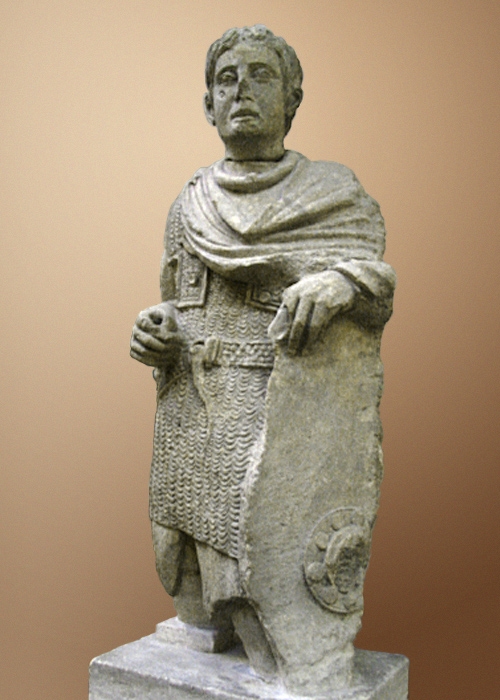
Guerrier de Vachères (face)
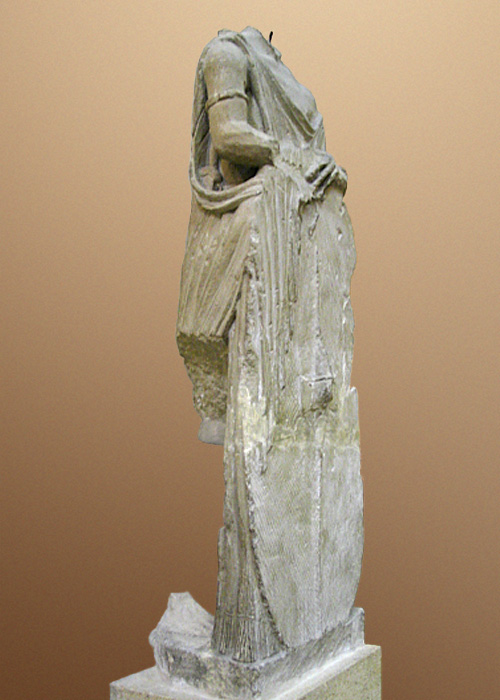
Guerrier de Mondragon (profil)
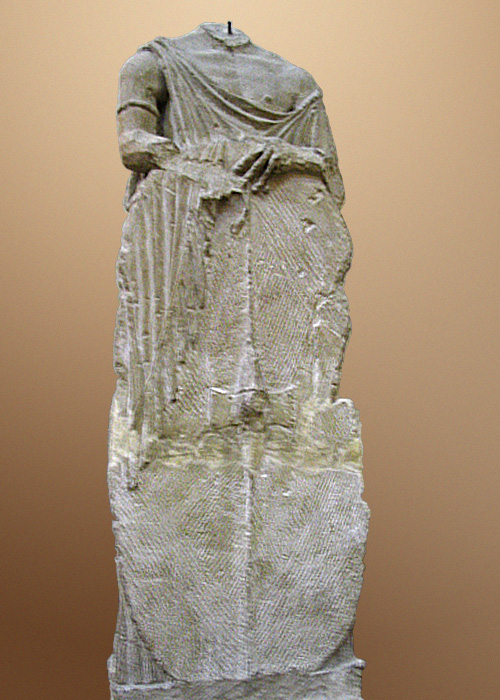
Guerrier de Mondragon (face)

## Enluminure
L'art celte chrétien insulaire (seul art celtique du haut Moyen Âge) s'inspire en partie de l'art germanique de la période des Migrations des peuples (notamment des Anglo-Saxons). Il pousse l'utilisation des entrelacs à son paroxysme : la technique sert en particulier à réaliser les enluminures de manuscrits chrétiens, comme celles du célèbre Livre de Kells.

## Galerie

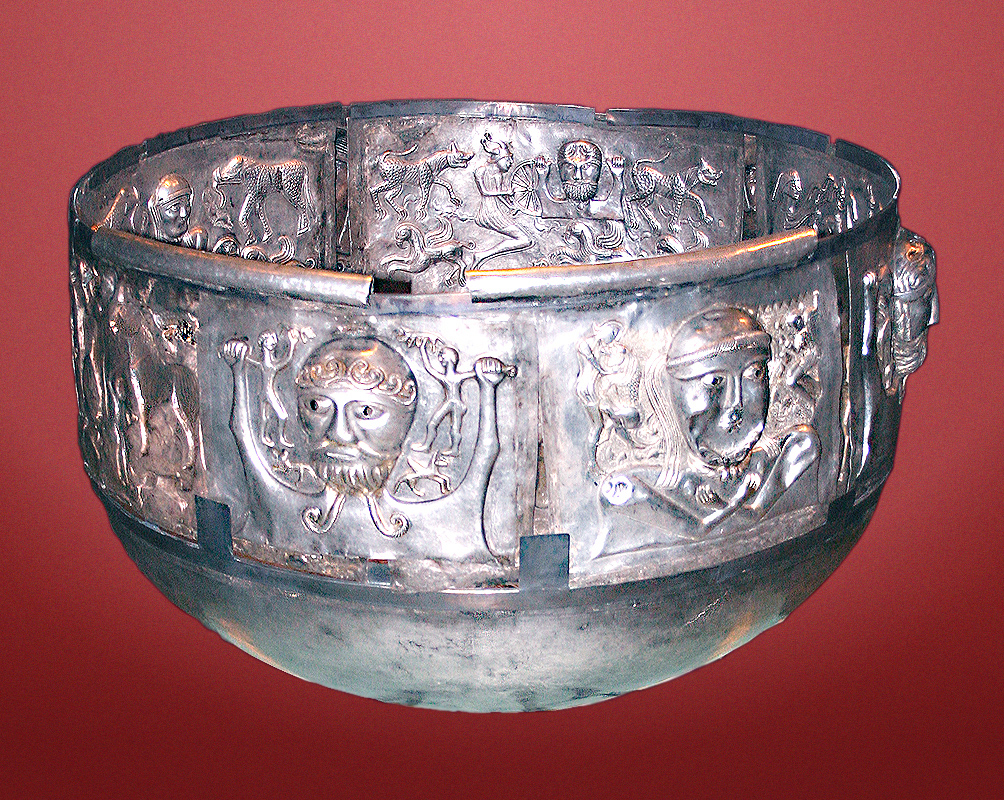
Chaudron de Gundestrup
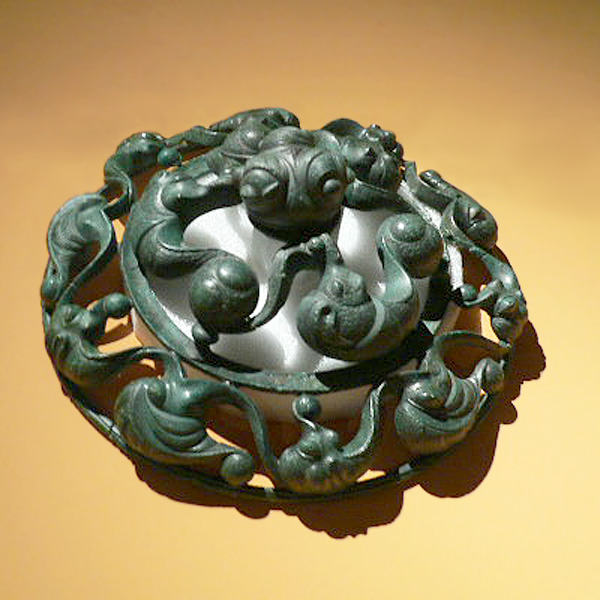
Ornement celtique
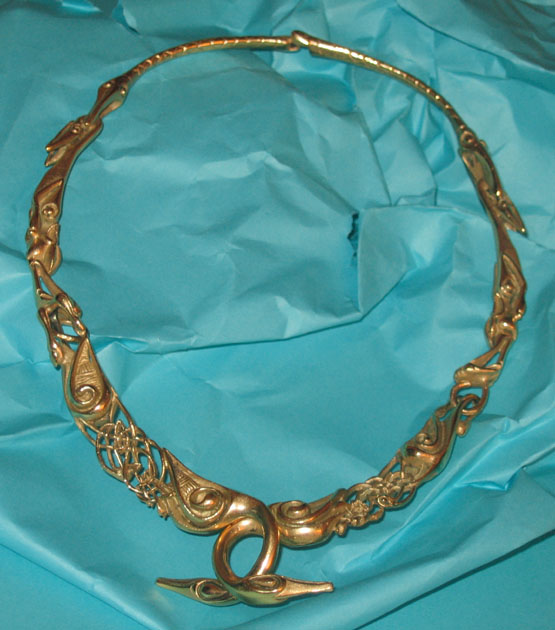
Torque en Bronze
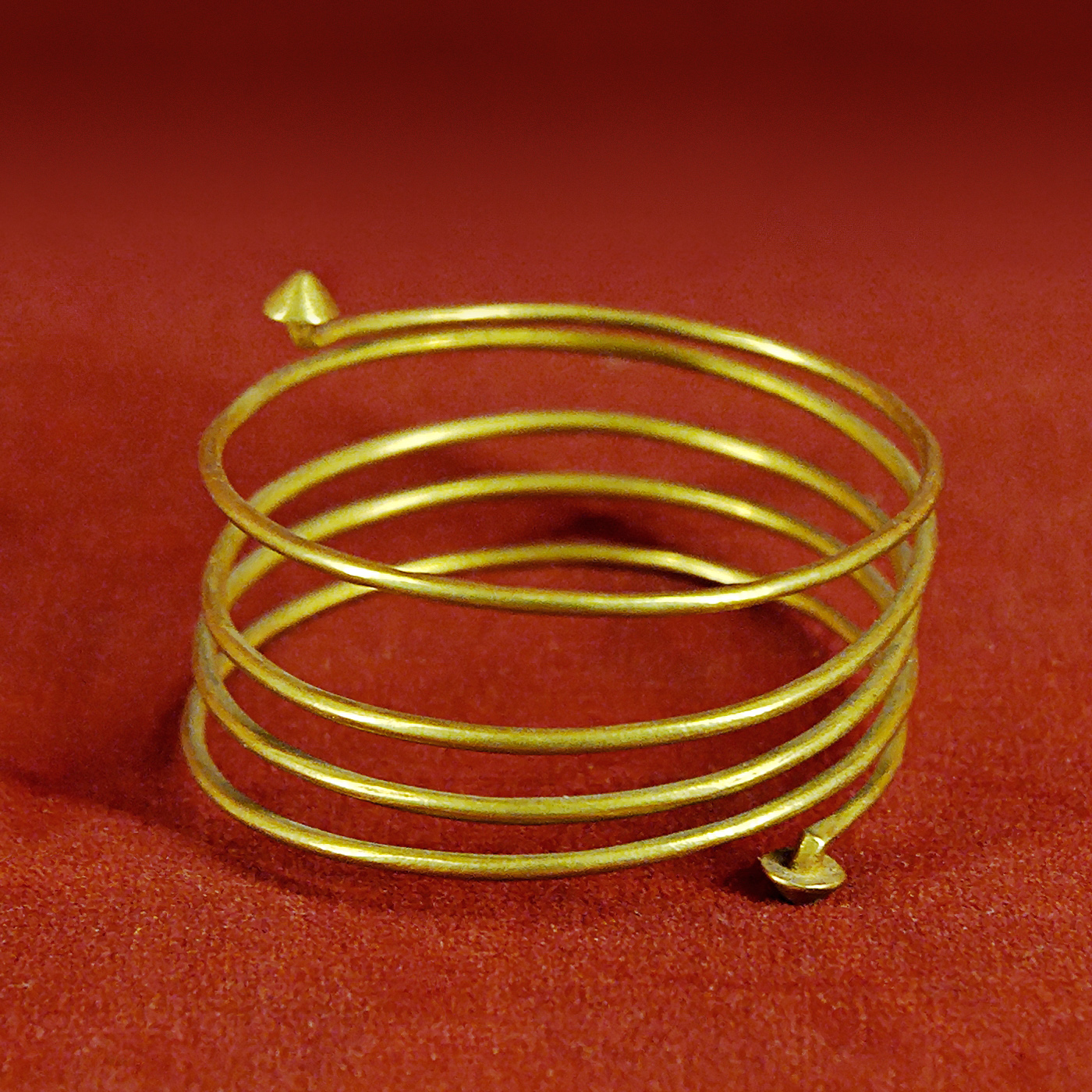
Bracelet spirale en or
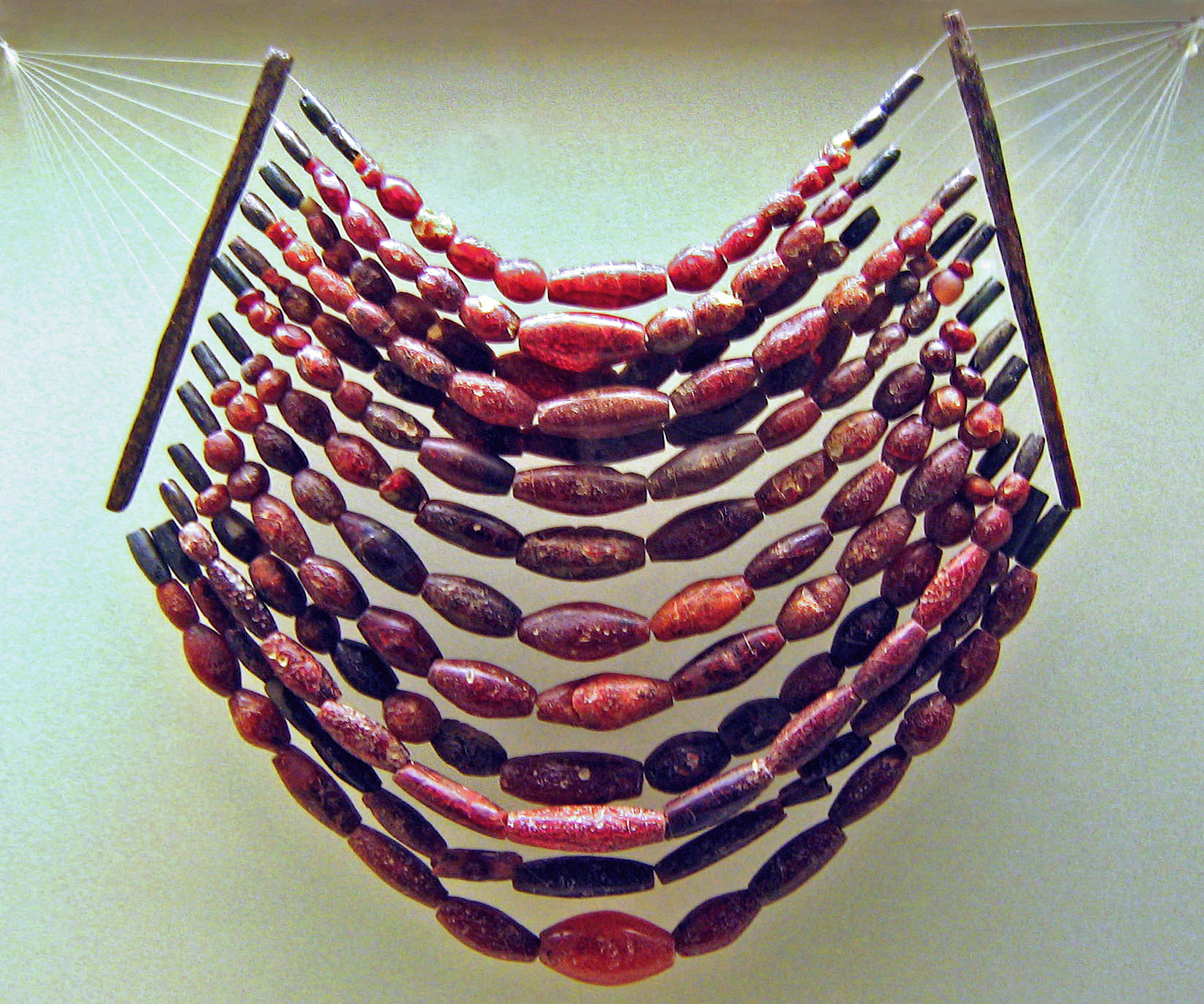
Collier d'ambre de Hallstatt
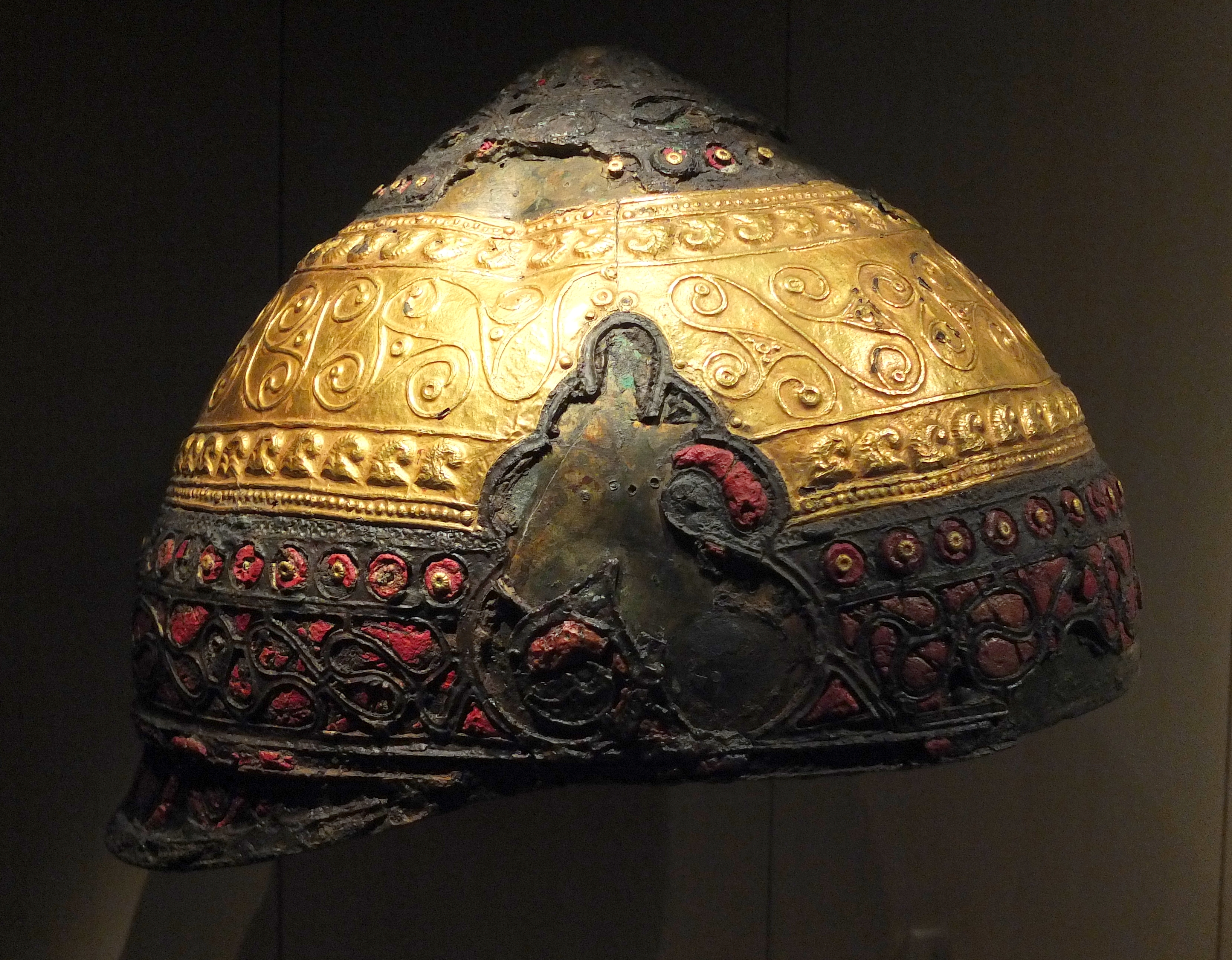
Casque d'Amfreville-sous-les-Monts IIIe siècle av. J.-C., Eure
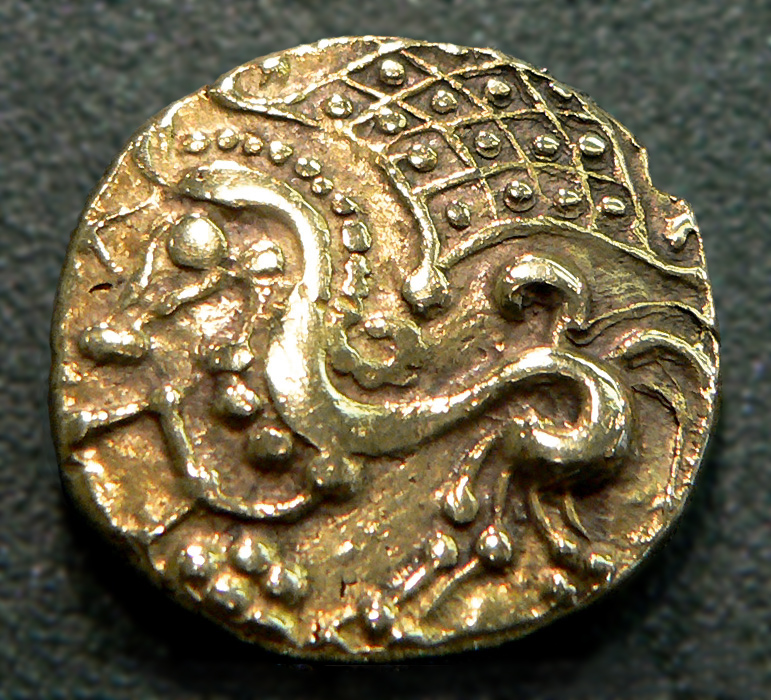
Statère des Parissii classe I
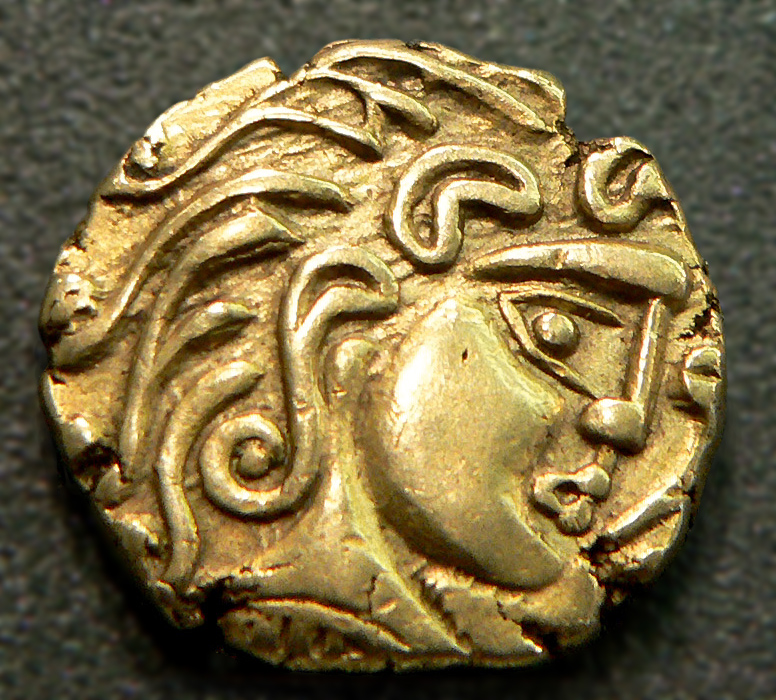
Statère des Parisii classe II
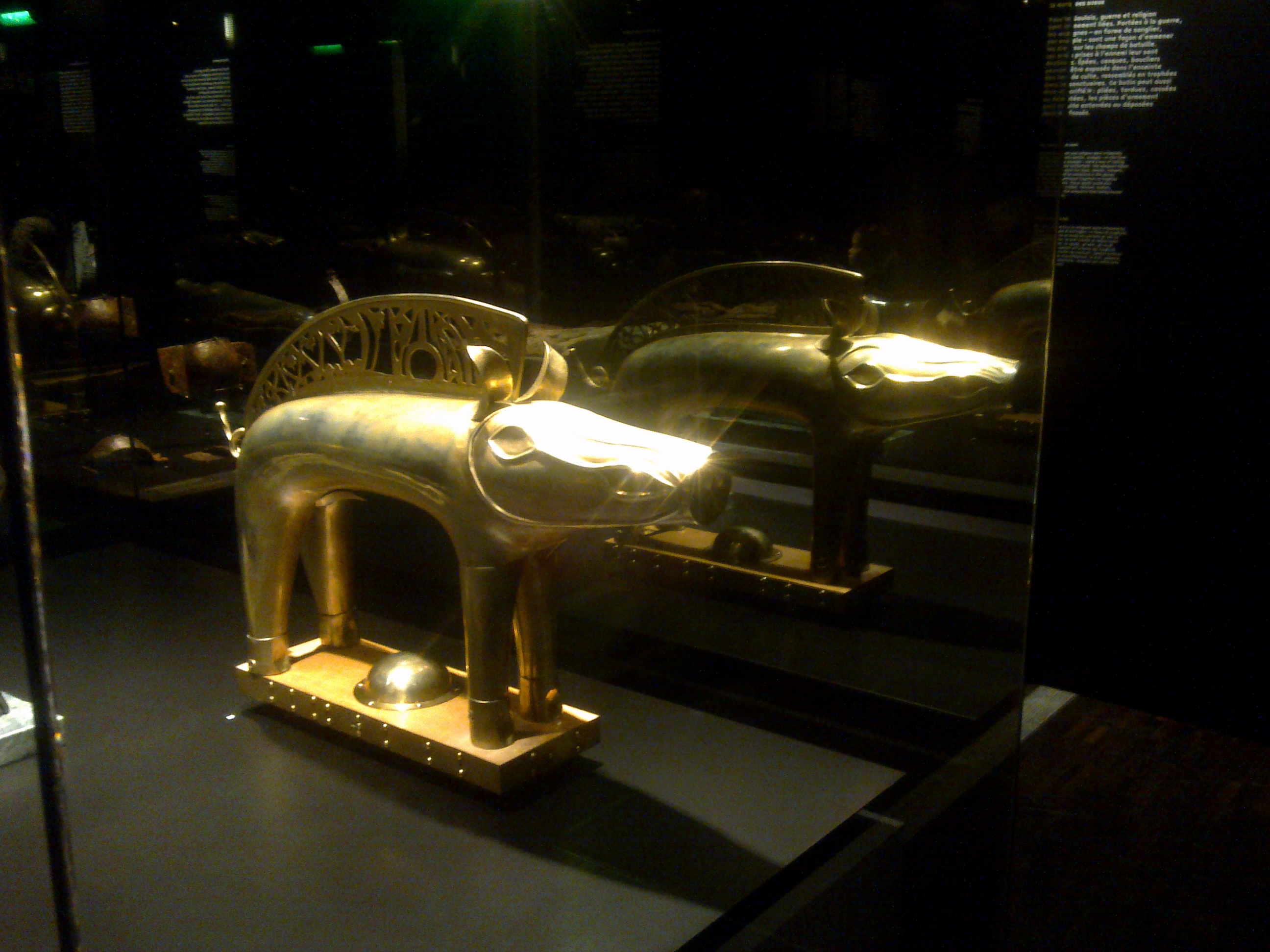
Enseigne gauloise de Soulac-sur-Mer